# Eunice Gutman
Eunice Gutman (Rio de Janeiro, 4 de fevereiro de 1941) é uma cineasta, roteirista e editora brasileira. Foi co-roteirista de “Os Doces Bárbaros” de Jom Tob Azulay e dirigiu o curta documental “A Rocinha Tem Histórias”, vencedor do prêmio de melhor direção nos Festivais de Brasília (1985) e Gramado (1987). Foi, ainda, uma das primeiras mulheres a trabalhar com montagem no país.

## Biografia
Antes de se dedicar ao cinema, Eunice Gutman traçou uma jornada acadêmica, foi professora primária e no começo dos anos 70 cursou sociologia na Faculdade Nacional de Filosofia. Começou sua trajetória no cinema na Bélgica, no curso de cinema da INSAS (Instituto Nacional Superior de Artes, Espetáculos e Técnicas de Difusão) de Bruxelas, onde se formou com menção honrosa, passou a trabalhar com a edição de programas de televisão belgas e franceses. Ainda nos anos 70, volta ao Brasil, onde começa a trabalhar com edição de comerciais para a TV e filmes como “Os Doces Bárbaros” (Jom Tob Azuley, 1976), onde também atuou como roteirista.
No mesmo ano, estreou na direção com o documentário “E o Mundo era Muito Maior que a Minha Casa” (1976), sobre o processo de alfabetização de adultos na zona rural do Rio de Janeiro. Em seguida, realizou três curta-metragens com Regina Veiga, com destaque para “Só no Carnaval”(1982). A maior parte de sua obra se dedica a analisar o papel da mulher na sociedade. Em 1985, lançou o curta-metragem documental "A Rocinha Tem Histórias" que ganhou o prêmio de melhor direção no Festival de Brasília e Gramado .  
Por conta de sua atuação aglutinadora junto à classe cinematográfica, Eunice Gutman foi presidente da Associação Brasileira de Documentaristas (ABD/RJ) entre 1985 e 1987, além de sócia-fundadora da ABRACI — Associação Brasileira de Cineastas , onde participa, atualmente, da diretoria. Organizou também, com outras cineastas, o Coletivo de Mulheres de Cinema e Vídeo do Rio de Janeiro.[carece de fontes?]
Entre 2005 e 2007 realizou filmes para o Projeto Memória Viva do CEDIM , então Conselho Estadual dos Direitos da Mulher do Rio de Janeiro. E em março de 2015 recebeu o Prêmio Leolinda Daltro, em sessão solene na Assembleia Legislativa do Estado do Rio de Janeiro.[carece de fontes?]
Seu último filme lançado foi o longa “Luzes, Memória, Mulheres e Ação” que foi exibido na 4ª Mostra de Cinema de Mulher, realizada em Franco da Rocha (SP). O filme narra episódios do movimento das mulheres no Brasil e no mundo, passando por diferentes etapas de lutas, da Revolução Francesa às primeiras manifestações no início do século XX. O filme transita entre entrevistas, cenas teatrais e imagens históricas.[carece de fontes?]

## Filmografia

#### Como Diretora
- E O Mundo era Muito Maior que a Minha Casa (1976)
- Com Choro e Tudo na Penha (1978)
- Anna Letycia (1979)
- Só no Carnaval ( 1982)
- Vida de Mãe é Assim Mesmo? (1983)
- A Rocinha tem Histórias (1985)
- Duas Vezes Mulher (1985)
- Tempo de Ensaio (1986)
- Mulheres, Uma Outra História (1988)
- Benedita da Silva (1990-1991)
- Amores de Rua (1994)
- Femenino Sagrado (1995)
- Segredos de Amor (1998)
- Palavra de Mulher (1999-2000)
- Outro Lado do Amor (2000-2003)
- Nos Caminhos Do Lixo (As Catadoras de Jacutinga) (2009)

#### Como Editora
- Intimidade (1975)
- Os Doces Bárbaros (1977)
- O Samba da Criação do Mundo (1979)
- O Bandido Antônio Dó (1980)
- Corações a Mil (1981)
- O Mágico e o Delegado (1983)